# Годгифу Английская
Годгифу Английская (также Года; староангл. Godgifu или Godgyfu, от слов «gift of God», латинизированная версия — Godiva; 1004 — примерно 1047 или до 1049) — дочь короля Англии Этельреда II Неразумного и его второй жены Эммы Нормандской, сестра Эдуарда Исповедника. Как и её братья, Годгифу росла в изгнании в Нормандии, забытая собственной матерью, которая стала женой завоевавшего Англию Кнуда Великого.
Нормандский герцог Роберт Дьявол, оказавший гостеприимство детям Этельреда и Эммы, выдал свою двоюродную сестру Годгифу (возможно, 7 апреля 1024 года) за одного из своих соседей — Дрого Мантского, графа Вексена и Амьена. В этом браке родились трое детей:
- Ральф, эрл Херефорда (умер в 1057);
- Готье III, граф Вексена и Амьена (умер в 1063);
- Фульк (умер в 1068)[5].

Второй раз Годгифу вышла замуж в 1035 или 1036 году за Евстахия II Булонского. Этот союз был важен для укрепления союза Уэссекской и Нормандской династий с графами Булонскими, контролировавшими самый удобный путь в Англию. В этом браке детей не было.
После воцарения в Англии Эдуарда Исповедника (1042 год) Годгифу получила ряд земельных владений. Земли, принадлежавшие ей в Бэкингемшире, при Вильгельме I Завоевателе достались нормандскому рыцарю Бертраму де Вердуну и бретонскому барону Раулю, графу Фужера.